# Щит-Немирович, Юзеф (маршалок мозырьский)
Юзеф Немирович-Щит (Юзеф Щит-Немирович, Юзеф Щит) (2-я половина XVIII века — 1-я половина XIX века) — белорусский помещик, маршалок давидгродский, маршалок мозырьский (1805, 1806).

## Биография
Представитель литовского дворянского рода Щитов-Немировичей герба «Ястржембец». Единственный сын старосты витаголского Кшиштофа Щита-Немировича и Юзефы урожденной графини Бутлер. Брат Людвики (жены Филиппа-Нереуша Олизара) и Анны (жены Михаила Деспота-Зеновича).
Кавалер Ордена Святого Станислава.
Владелец крупных имений: Кожан-Городка (около 25 тысяч га в середине XIX века) и Жемыславля (в 1806 году продал его судье мозырьскому Антонию Кеневичу).
Вместе со своей второй женой Теклой (урожденной княжной Друцкой-Любецкой) построил униатскую церковь Святого Николая Чудотворца в Кожан-Городке в 1818 году.
Юзеф Немирович-Щит финансировал студентов, обучавшихся в школе Пинска.
Был дважды женат. Его первой женой была Тереза Селява, дочь Юзефа Селявы и Марианны урожденной Рейтан (сестры Тадеуша Рейтана). Дети от первого брака:
- Кристина, жена князя Иеронима Друцкого-Любецкого из Лунина (брата Франциска Ксаверия).

Вторично женился на Текле Друцкой-Любецкой из Лунина, дочери маршалка и каштеляна пинского, князя Франциска Друцкого-Любецкого и Женевьевы урожденной Олизар-Волчкевич, сестре Франциска Ксаверия. Дети от второго брака:
- Кшиштоф, женат на Еве Караффа-Корбут
- Юзефа
- Тереза, умерла в юности.

Этнограф, педагог и поэт Ромуальд Зенкевич (1811—1868), который проживал в 1840-х годах в Лунине у Кристины Друцкой-Любецкой (урожденной Немирович-Щит), увековечил в поэзии память о семье Немировичей-Щитов и князей Друцких-Любецких, в частности о Юзефе и его семье: Кристине и её детях, Юзефе, Терезе и Кшиштофе Немировичах-Щитах.